# Morti nel 1432
| Questa pagina contiene informazioni ricavate automaticamente dalle voci biografiche con l'ausilio del template Bio e di un bot. L'aggiornamento è periodico e automatico e ricostruisce completamente la pagina. Se manca una persona in questa lista, sei pregato di non aggiungerla, ma accertati piuttosto che la sua voce biografica contenga il template Bio e che i dati anagrafici siano correttamente compilati. Se il template Bio manca, inseriscilo tu stesso o, in alternativa, metti l'avviso {{tmp\|Bio}} che ne segnala la mancanza. Se i dati riportati sono sbagliati, correggi direttamente la voce biografica; le modifiche saranno visibili in questa lista entro pochi giorni. Per chiarimenti vedi il progetto biografie. La lista contiene solo le 28 persone che sono citate nell'enciclopedia e per le quali è stato implementato correttamente il template Bio. Pagina aggiornata al 10 ago 2025. |

- 1º gennaio - Alessandro il Buono, nobile
- 2 febbraio - Elisabetta Visconti, nobile (n. 1374)
- 9 febbraio - Johan Håkansson, arcivescovo cattolico svedese
- 4 marzo - Bona di Savoia, principessa (n. 1388)
- 5 maggio - Francesco Bussone, nobile e militare italiano (n. 1380)
- 19 maggio - Giovanna di Valois, nobile francese (n. 1409)
- 25 giugno - Giano di Cipro, re (n. 1375)
- 26 giugno - Nikola IV Frankopan, nobile croato
- 28 luglio - Giovanni Crivelli, religioso italiano
- 31 luglio - Elisabetta Gonzaga, nobildonna italiana
- 19 agosto - Sergianni Caracciolo, nobile, condottiero e politico italiano
- 27 settembre - Guillaume Ragutel de Montfort, cardinale e vescovo cattolico francese
- 10 ottobre - Galeotto Roberto Malatesta, condottiero italiano (n. 1411)
- 14 novembre - Anna di Borgogna, nobile francese (n. 1404)
- Yusuf IV di Granada, sultano
- Andrea da Barberino, scrittore italiano (n. 1370)
- Carlo Arcamone, vescovo cattolico italiano
- Cecilia da Carrara, nobildonna italiana (n. 1356)
- Domenico d'Anglona, vescovo cattolico italiano
- Paolo Guinigi, politico italiano (n. 1372)
- Kon Kham, sovrano laotiano
- Arnold de Lantins, compositore fiammingo
- Giovanni V Malatesta, condottiero italiano
- Michele Mantegazza, vescovo cattolico italiano
- Bonaccorso Pitti, scrittore, diplomatico e politico italiano (n. 1354)
- Régnier Pot, nobile (n. 1362)
- Centurione II Zaccaria, principe
- Tristano di Chiaromonte, nobile francese